# Stosunki amerykańsko-jordańskie

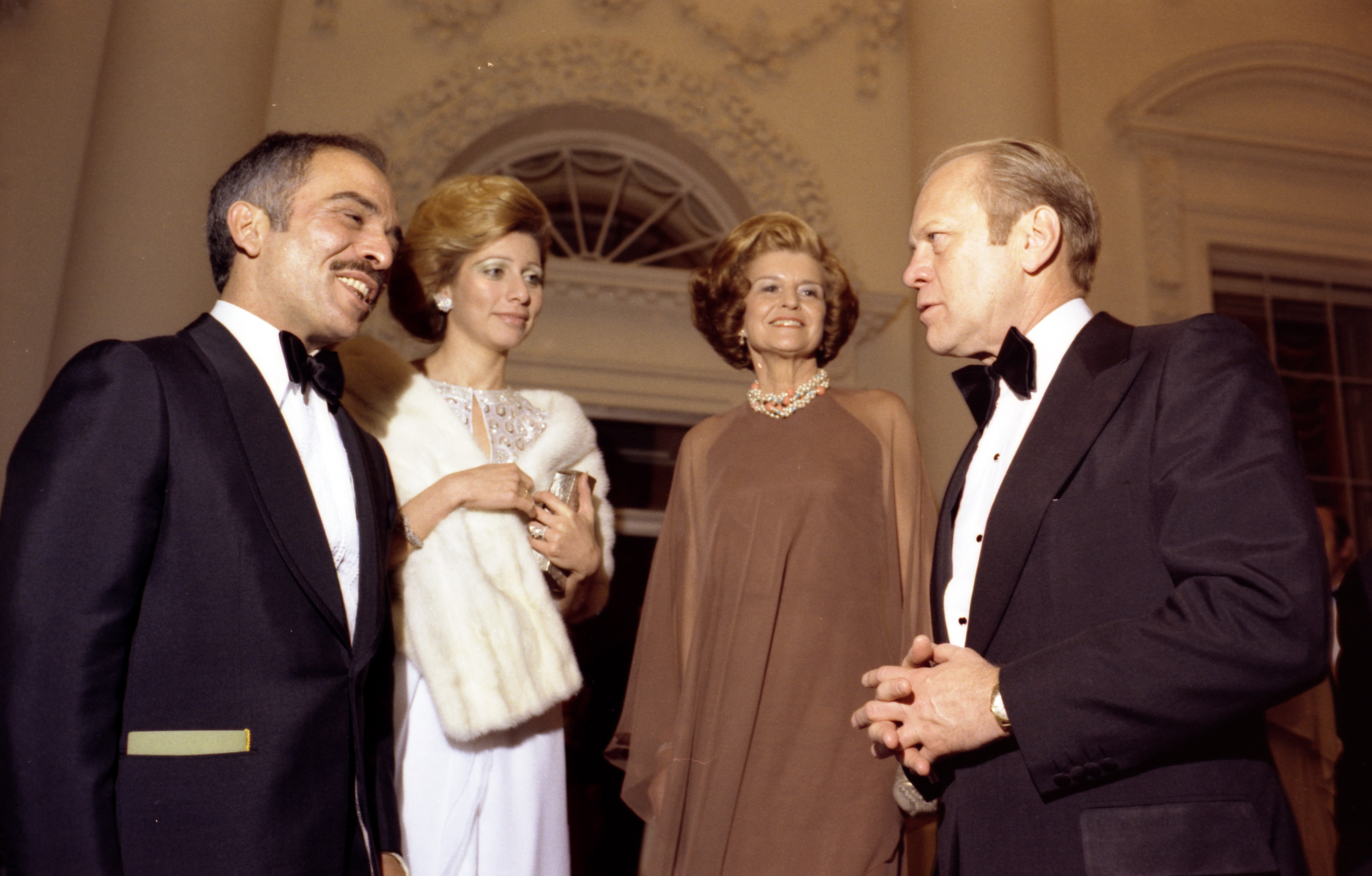
Król Jordanii Husajn z małżonką Alią oraz prezydent USA Gerald Ford z małżonką Betty

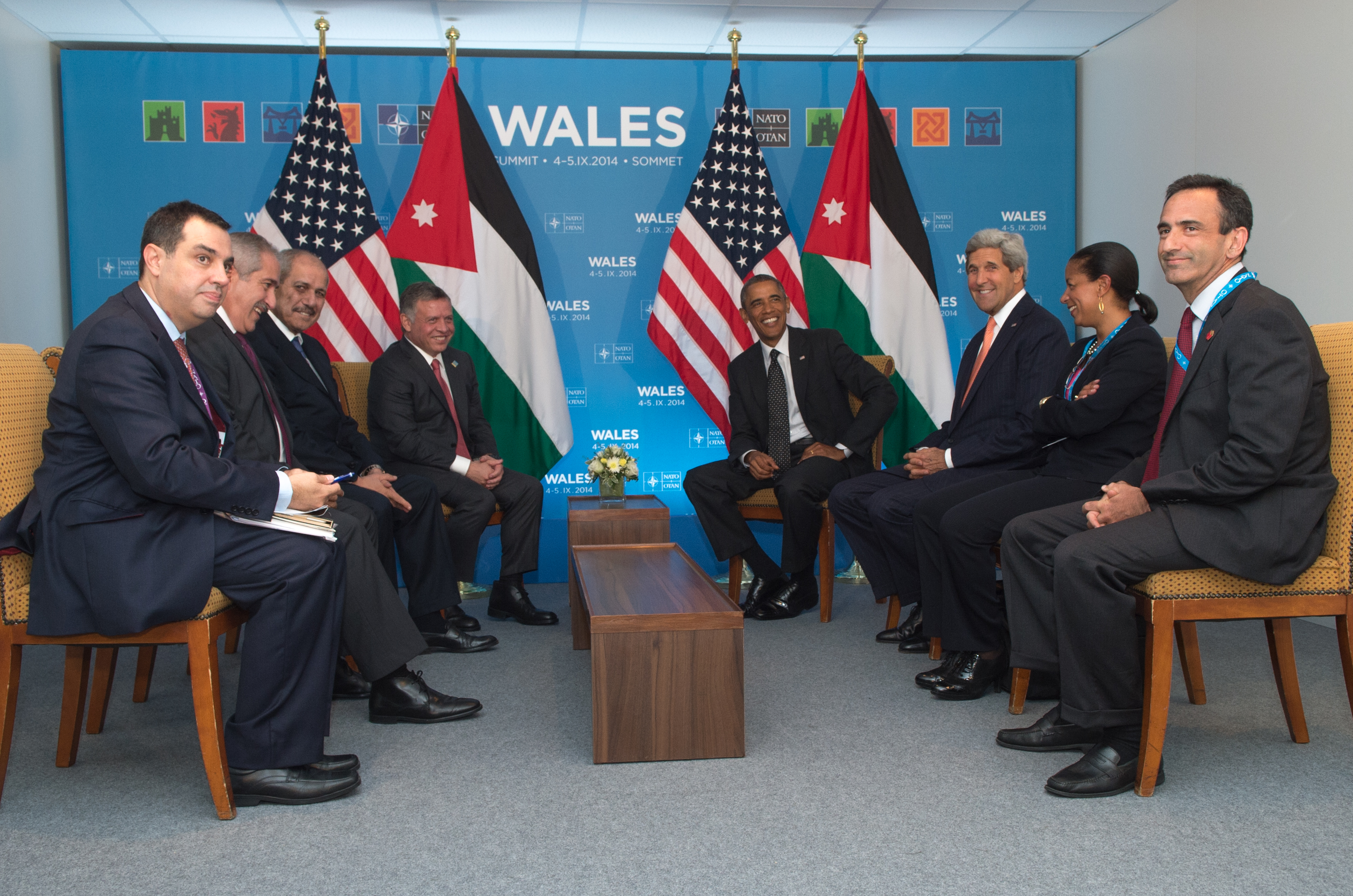
Spotkanie prezydenta USA Baracka Obamy i sekretarza stanu Johna Kerry’ego z królem Jordanii Abd Allahem II, wrzesień 2014

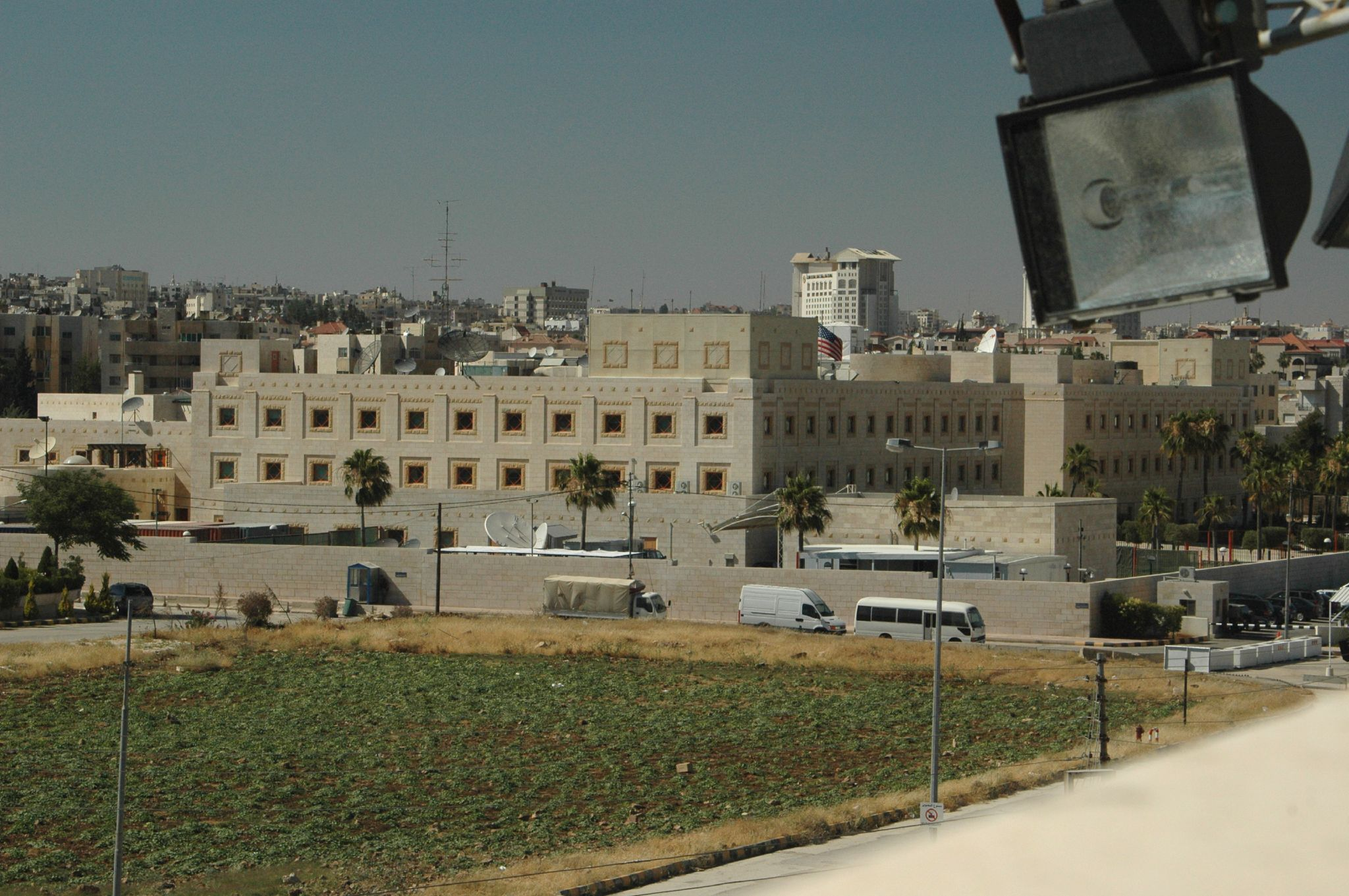
Ambasada USA w Ammanie

Jordania i Stany Zjednoczone nigdy nie zawarły formalnego układu sojuszniczego, jednak relacje między obydwoma krajami zarówno w okresie zimnej wojny, jak i po jej zakończeniu cechowało poszanowanie dla celów każdego z państw. Nieformalna współpraca Stanów Zjednoczonych i Jordanii rozpoczęła się w końcu lat 50. XX w. Stany Zjednoczone, w celu wciągnięcia Jordanii do swojej strefy wpływów, zaczęły wówczas udzielać Ammanowi regularnej pomocy wojskowej. Dobrych stosunków amerykańsko-jordańskich nie zepsuł nawet udział monarchii haszymidzkiej w wojnie sześciodniowej przeciwko Izraelowi i zgoda na działalność Organizacji Wyzwolenia Palestyny na terytorium Jordanii. W 1970 Jordania usunęła palestyńskich partyzantów ze swojego terytorium, a w wojnie Jom Kipur wzięła jedynie symboliczny udział. Kryzys w relacjach jordańsko-amerykańskich nastąpił w 1977, gdy król Jordanii Husajn odmówił przyłączenia się do izraelsko-egipskich rozmów pokojowych. Jednak już w 1979, gdy wskutek rewolucji islamskiej w Iranie kraj ten przestał być sojusznikiem USA, Stany Zjednoczone postanowiły ponownie zacieśnić współpracę z Ammanem.
Kolejny kryzys w relacjach USA i Jordanii nastąpił w 1990, gdy król Husajn, pod naciskiem opinii publicznej, stanął po stronie Iraku, gdy kraj ten napadł na Kuwejt. Po zakończeniu wojny w Zatoce Perskiej Jordania natychmiast podjęła starania na rzecz poprawy relacji z Waszyngtonem, angażując się w izraelsko-palestyński proces pokojowy, co przyniosło spodziewane efekty. Od tego momentu Jordania niezmiennie prowadzi politykę proamerykańską, będąc w zamian jednym z największych beneficjentów pomocy finansowej USA. Pod wpływem Waszyngtonu Jordania w 1994 zawarła traktat pokojowy z Izraelem jako drugie (po Egipcie) państwo arabskie. Poparła także wojnę z terroryzmem i inwazję amerykańską na Irak w 2003, uczestniczy w międzynarodowej interwencji przeciwko Państwu Islamskiemu.

## Okres zimnej wojny

### Od powstania niepodległej Jordanii do lat 60. XX wieku
Niepodległe Haszymidzkie Królestwo Jordanii powstało w maju 1946, gdy pełną niepodległość uzyskał dotychczasowy brytyjski protektorat - Emirat Transjordanii. Stany Zjednoczone nie uznały powstania niezależnej Jordanii, na co wpływ miały organizacje żydowskie, niemogące pogodzić się z ostatecznym oddzieleniem ziem jordańskich od Palestyny. Stany Zjednoczone uznały Jordanię dopiero w 1949. Jordania, podobnie jak Irak i Egipt, uznana została w tym samym roku za potencjalnego sojusznika Stanów Zjednoczonych na Bliskim Wschodzie w konflikcie z ZSRR. Znaczenie Jordanii było szczególnie istotne z uwagi na położenie między Syrią, Arabią Saudyjską, Irakiem i Izraelem. W latach 50. XX wieku w amerykańskiej elicie politycznej istniała koncepcja doprowadzenia do unii Jordanii i Iraku, by powstała jedna silniejsza monarchia, przyczyniająca się do wzrostu stabilności regionu i ułatwiająca Amerykanom kontrolowanie sytuacji na jego terenie. Stany Zjednoczone starały się również doprowadzić do zbliżenia, a docelowo nawet zjednoczenia Jordanii, Iraku, Libanu i Arabii Saudyjskiej, co jednak okazało się niewykonalne z uwagi na rozbieżne cele polityki zagranicznej każdego z państw. 17 czerwca 1950 Jordania przystąpiła do paktu bezpieczeństwa zbiorowego - Arabskiego Paktu Wzajemnego Bezpieczeństwa, którego sygnatariuszami były również Arabia Saudyjska, Irak, Syria, Liban, Egipt i Jemen. Sygnatariusze paktu zobowiązywali się do wzajemnej pomocy, ale również zgadzali się, by każde z państw przyjmowało zachodnią pomoc wojskową i zachodnich doradców.
Panujący w Jordanii od 1952 król Husajn i jego najbliżsi współpracownicy byli zwolennikami probrytyjskiej i proamerykańskiej orientacji w polityce zagranicznej, jednak ostrożnie podchodzili do możliwości przystąpienia do zachodnich sojuszy wojskowych. W 1955, mimo brytyjskich nacisków, król Husajn nie zgodził się wprowadzić Jordanii do Paktu Bagdadzkiego, gdyż w kraju wybuchły masowe protesty, organizowane przez opozycję lewicową (jordański oddział partii Baas, Partia Narodowych Socjalistów i mniejsze organizacje) oraz przez jordańskich Braci Muzułmańskich. W ciągu kolejnych dwóch lat w kraju wzrastało poparcie dla idei panarabskich. W wyborach parlamentarnych w 1956 22 z 40 mandatów zdobyły partie opozycyjne (z czego 17 - lewicowe), a na czele rządu stanął lider Partii Narodowych Socjalistów Sulajman an-Nabulusi. Jordania zacieśniła kontakty z Egiptem i Syrią, podjęła również starania na rzecz nawiązania stosunków dyplomatycznych z ZSRR. Wówczas Husajn zdymisjonował premiera, na co wpływ miał nacisk USA. Po tym wydarzeniu Stany Zjednoczone zapowiedziały udzielanie Jordanii pomocy wojskowej i ekonomicznej, wartej 30 mln dolarów rocznie, zgodnie z założeniami doktryny Eisenhowera. Jordania wypowiedziała się jednak przeciwko doktrynie.
Mimo to Stany Zjednoczone, postanawiając zwiększyć starania na rzecz trwałego pozyskania w Jordanii sojusznika, zaczęły przekazywać Ammanowi stałą pomoc ekonomiczną. W pierwszej transzy do Jordanii wpłynęło 10 mln dolarów. Amerykanie wpłynęli również na zmianę polityki Arabii Saudyjskiej względem Jordanii. Jeszcze poważniejszym sukcesem polityki USA było sfinalizowanie rozmów nad unią jordańsko-iracką, którą ogłoszono 14 lutego 1958. Miała być ona przeciwwagą dla Zjednoczonej Republiki Arabskiej utworzonej przez naserowski Egipt i Syrię. Zjednoczone haszymickie państwo upadło jednak po pięciu miesiącach wskutek rewolucji w Iraku w lipcu 1958. Stany Zjednoczone były zbyt zajęte sytuacją w Libanie, by, odpowiadając na prośby króla Husajna, interweniować przeciwko irackim Wolnym Oficerom na czele z Abd al-Karimem Kasimem i Abd as-Salamem Arifem. W ciągu kolejnych kilku lat polityka Jordanii była proamerykańska. Miało to pozwolić na skuteczne przeciwstawianie się zagrożeniu, za jakie król Husajn i jego otoczenie uważali panarabizm, a przede wszystkim naserowski Egipt. Władze Jordanii zdawały sobie sprawę z tego, że istnienie królestwa było stale zagrożone, niektórzy jego sąsiedzi - nieprzyjaźni, a potencjał demograficzny, militarny i gospodarczy - niewielki. Relacje amerykańsko-jordańskie zacieśniły się w okresie prezydentury Lyndona B. Johnsona, którego polityka regionalna opierała się na sprzyjaniu Izraelowi, bliskich relacjach z krajami o prozachodniej orientacji (Arabią Saudyjską i właśnie Jordanią) i chłodnych, ale poprawnych stosunkach z państwami rządzonymi przez lewicę.

### Polityka „elastycznego balansowania” z lat 60. XX wieku

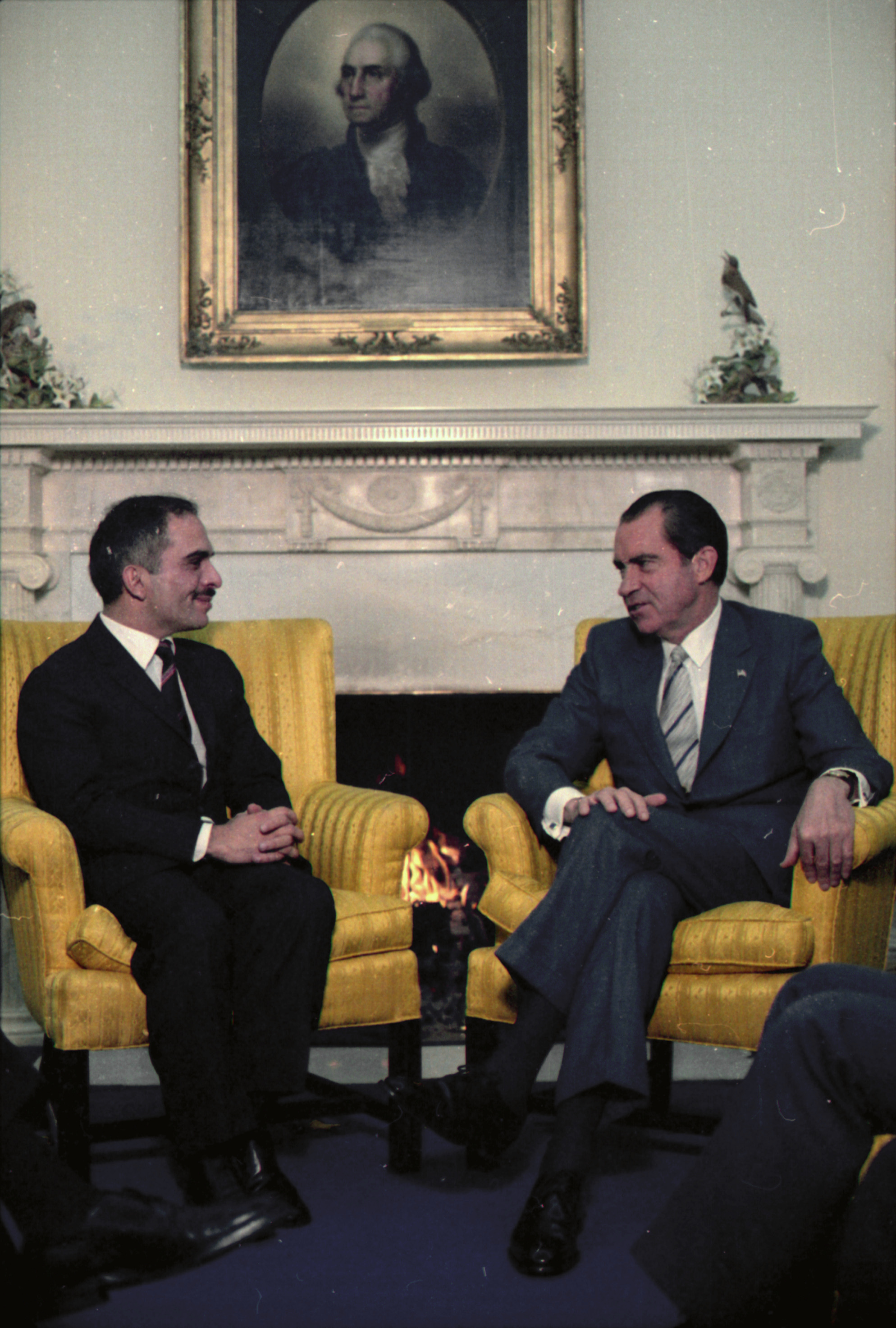
Spotkanie króla Husajna z prezydentem USA Richardem Nixonem

Równocześnie w latach 60. XX wieku Jordania doraźnie modyfikowała swoją politykę zewnętrzną, dostosowując się do bieżących uwarunkowań regionalnych. Podstawowym czynnikiem, który wpływał na politykę zagraniczną kraju, był konflikt izraelsko-arabski. Od 1963 król Husajn godził się, by Jordania była bazą wypadową Organizacji Wyzwolenia Palestyny, pozwalając na rozwój radykalnego palestyńskiego ruchu niepodległościowego. W maju 1967 Jordania nieoczekiwanie zawarła porozumienie wojskowe z Egiptem i kilka dni później wspólnie z Egiptem i Syrią zaatakowała Izrael. Wojna zakończyła się całkowitą klęską państw arabskich, a Jordania straciła w niej Zachodni Brzeg. W konflikcie arabsko-izraelskim Stany Zjednoczone stały po stronie Izraela. Dwa lata później Husajn udał się z oficjalną wizytą do Waszyngtonu, spotkał się z prezydentem Richardem Nixonem i uzyskał jego aprobatę dla planów usunięcia z terytorium Jordanii palestyńskich partyzantów. Politycy amerykańscy rozumieli, że zaangażowanie Jordanii w wojnę sześciodniową wynikało z doraźnych uwarunkowań i stanowiło przejaw polityki „elastycznego balansowania”, która miała zagwarantować monarchii haszymickiej gwarancje bezpieczeństwa. Palestyńscy partyzanci byli po wojnie sześciodniowej akceptowani na terytorium Jordanii, gdyż król Husajn miał nadzieję, że ich ataki na Izrael pozwolą odzyskać Zachodni Brzeg. Organizacja Wyzwolenia Palestyny i inne palestyńskie formacje były jednak zdecydowane walczyć o własne państwo, niezależnie od celów politycznych goszczącej ich Jordanii. Ulegały również coraz większej radykalizacji w duchu lewicowym i od listopada 1968 atakowały zarówno Izrael, jak i siły jordańskie, służące monarchii uznawanej za reakcyjną. Wojna domowa między wojskiem jordańskim a Palestyńczykami, znana jako Czarny Wrzesień, zakończyła się zwycięstwem Jordańczyków i wycofaniem się formacji palestyńskich do Libanu i Syrii.

### Jordania wobec wojny Jom Kipur i porozumienia z Camp David
Podczas kolejnej wojny izraelsko-arabskiej, wojny Jom Kipur w 1973, udział Jordanii był symboliczny - jedna brygada została skierowana na wzgórza Golan. W porozumieniu z USA Jordania współpracowała natomiast z wywiadem izraelskim. Król Husajn miał nadzieję, że dzięki takiej postawie po zakończeniu wojny wystąpi jako mediator między państwami arabskimi a Izraelem, a w rezultacie odzyska Zachodni Brzeg. Założenia te okazały się błędne. USA uznały Jordanię za państwo słabe i mało skuteczne, przyjęto również, że monarchia haszymidzka i tak nie ma innego wyjścia, jak liczyć na pomoc Waszyngtonu.
Jordania nie przyjęła amerykańskiej i egipskiej propozycji przyłączenia się do izraelsko-egipskich rozmów pokojowych, gdyż król Husajn uznał, że doprowadziłoby to do uzależnienia jego państwa od silniejszego Egiptu, ostatecznego pogorszenia stosunków z Palestyńczykami i uznania Jordanii za zdrajcę „sprawy palestyńskiej” przez pozostałe kraje arabskie. W rezultacie Stany Zjednoczone zmniejszyły rozmiary pomocy wojskowej dla Ammanu.

### Ponowna poprawa stosunków amerykańsko-jordańskich
Relacje amerykańsko-jordańskie poprawiły się jednak szybko pod wpływem wydarzeń na Środkowym Wschodzie: irańskiej rewolucji islamskiej i interwencji radzieckiej w Afganistanie. USA, poszukując nowych partnerów w regionie i naprawiając relacje z krajami, które niegdyś były im przyjazne, w 1980 oficjalnie potwierdziły „porozumienie i bliskość” relacji z Jordanią, nawet pomimo jej stosunku do izraelsko-egipskiego porozumienia z Camp David. Stany Zjednoczone zamierzały zrekompensować upadek rządów proamerykańskiego szacha Iranu współpracą z Arabią Saudyjską, Izraelem, Egiptem i właśnie Jordanią. Dobre stosunki USA i Jordanii potwierdziło udzielenie przez Amman poparcia Irakowi w wojnie z Iranem w latach 1980-1988.

## Okres pozimnowojenny

### Ostatnie lata panowania króla Husajna

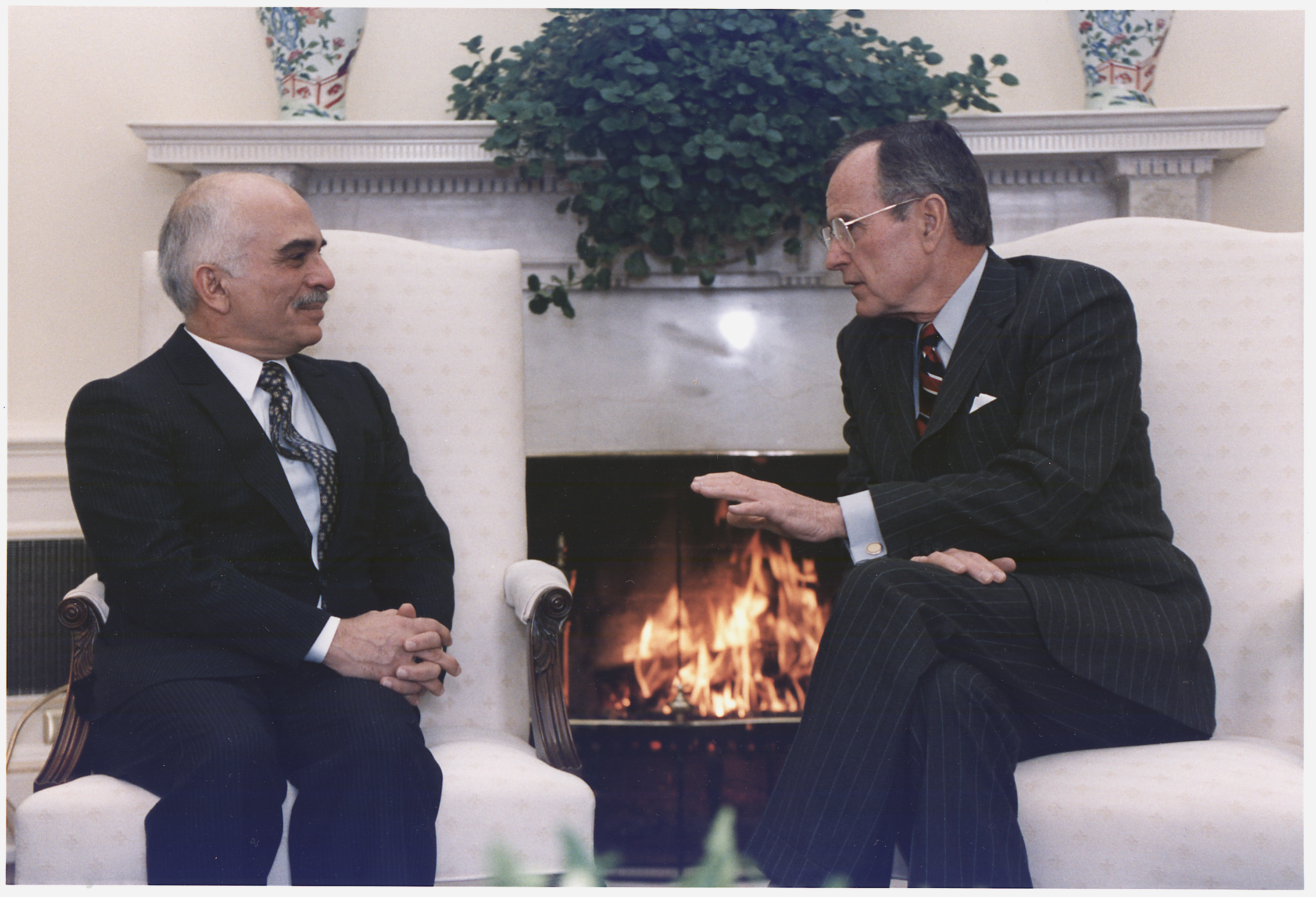
Król Husajn i prezydent USA George H.W. Bush

Po agresji Iraku na Kuwejt w sierpniu 1990 Jordania opowiedziała się po stronie Iraku i nie przystąpiła do antyirackiej koalicji pod przewodnictwem USA. Decyzję tę król Husajn podjął pod naciskiem opinii publicznej. Ponadto król Husajn występował publicznie z krytyką polityki Izraela i postępowania amerykańskiej administracji, czego rezultatem było zawieszenie amerykańskiej pomocy dla Jordanii w kwietniu 1991. Natychmiast po zakończeniu wojny w Zatoce Perskiej Jordania podjęła próbę poprawy stosunków z USA i zdystansowała się od działalności Saddama Husajna. Państwa zachodnie uznały, że postawa Jordanii podczas konfliktu była uwarunkowana skomplikowaną wewnętrzną sytuacją kraju; relacje jordańsko-amerykańskie szybko uległy poprawie. Wpłynęło na to zaangażowanie Jordanii w proces pokojowy na Bliskim Wschodzie. Dzięki wysiłkom jordańskiej dyplomacji na konferencji pokojowej w Madrycie w 1991 Palestyńczycy nie wystawili osobnej delegacji (czemu sprzeciwiał się Izrael), a wystąpili wspólnie z delegacją Jordanii. Konferencja madrycka zapoczątkowała dialog pokojowy, którego efektem były porozumienia z Oslo.

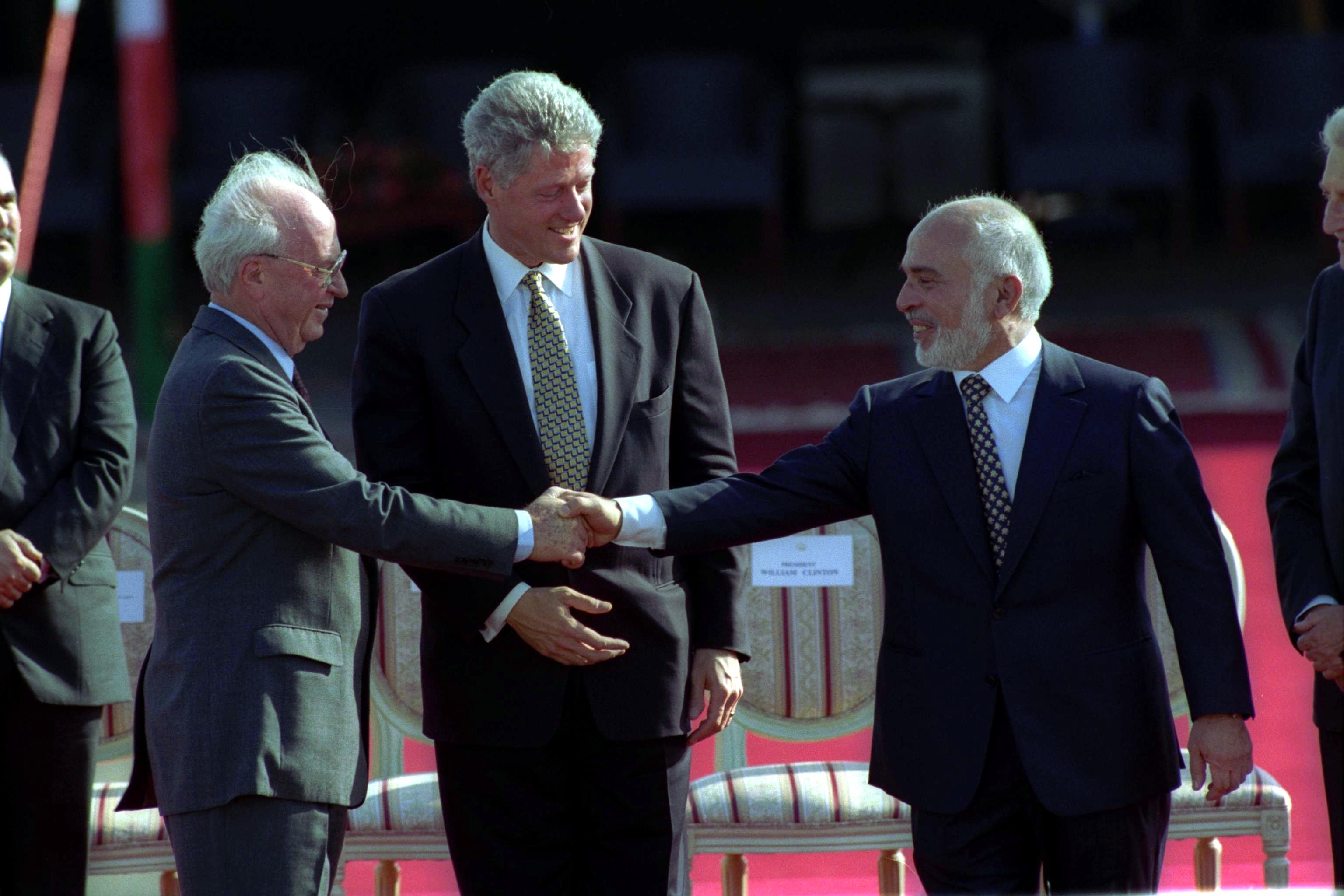
Uścisk dłoni króla Husajna i premiera Izraela Icchaka Rabina po zawarciu jordańsko-izraelskiego traktatu pokojowego. Obecny jest prezydent USA Bill Clinton

Pod naciskiem Stanów Zjednoczonych Izrael i Jordania zawarły 26 października 1994 traktat pokojowy. Zachętą dla króla Husajna ze strony USA było umorzenie jordańskiego zadłużenia w wysokości 900 mln dolarów oraz dalsze wspieranie finansowe jordańskich sił zbrojnych. Jordania otrzymywała od USA fundusze na zakup sprzętu wojskowego, modernizację armii, organizowane były również wspólne szkolenia wojskowe. W październiku 1993 prezydent Stanów Zjednoczonych Bill Clinton, minister spraw zagranicznych Izraela Szimon Peres i jordański książę Hasan utworzyli Amerykańsko-Izraelsko-Jordański Trójstronny Komitet Ekonomiczny, który miał rozwijać współpracę gospodarczą Izraela i Jordanii. Stany Zjednoczone przewidywały dla Jordanii rolę mediatora w konflikcie izraelsko-palestyńskim, jak również przeciwwagi dla antyamerykańskich rządów Iranu i Syrii. W 1997 z amerykańskiej inicjatywy utworzony został Fundusz na rzecz Pokoju i Stabilizacji na Bliskim Wschodzie, za pośrednictwem którego Jordania otrzymywała dodatkową pomoc finansową z przeznaczeniem na wdrażanie reform gospodarczych (150 mln dolarów amerykańskich w 2002). Protekcja USA pozwoliła w 1999 na przyjęcie Jordanii do Światowej Organizacji Handlu, zaś rok później obydwa kraje zawarły umowę o wolnym handlu. Było to potwierdzenie statusu Ammanu jako strategicznego sojusznika Waszyngtonu, dotąd bowiem umowę taką z USA zawarły jedynie Kanada, Meksyk i Izrael. Od 1996 w Jordanii, podobnie jak w Izraelu, działają amerykańskie uprzywilejowane strefy przemysłowe (Qualifying Industrial Zones - QIZs). Ich najważniejszym centrum w Jordanii jest Irbid. W 2000 spółki amerykańsko-jordańskie zatrudniały w Jordanii 6 tys. osób.

### Rządy Abd Allaha II
Po śmierci króla Husajna nowym królem Jordanii został jego syn Abd Allah II. Obejmując rządy, opowiadał się on za dalszą poprawą stosunków z Izraelem, w tym za niwelowaniem obecnych nadal w społeczeństwie antyizraelskich postaw, jak również za zwalczaniem islamskich organizacji fundamentalistycznych. Cele te były zgodne z interesami i zamierzeniami Stanów Zjednoczonych. Dalsze umocnienie współpracy nastąpiło, gdy w 2001 Abd Allah II poparł ogłoszoną przez prezydenta George’a W. Busha wojnę z terroryzmem, a dwa lata później także inwazję na Irak (mimo wcześniejszych bliskich kontaktów jordańsko-irackich), zezwalając przy tym amerykańskim służbom specjalnym na działania na pustynnych terytoriach przy iracko-jordańskiej granicy. Od tego roku pomoc amerykańska dla Jordanii systematycznie wzrastała, by w 2008 dojść do kwoty 940 mln dolarów amerykańskich. W tym czasie tylko Egipt, Izrael i Kolumbia otrzymały od USA pomoc o większej wartości, niż Jordania. Ponadto w 2003 w Jordanii zainstalowane zostały systemy Patriot, a w 2008 Stany Zjednoczone zobowiązały się do dalszego współfinansowania, w ciągu kolejnych pięciu lat, jordańskiej armii (przewidywane 303,7 mln dolarów rocznie) i udzielania wsparcia ekonomicznego (360 mln dolarów rocznie). W 2013 Jordania była na szóstym miejscu wśród największych beneficjentów pomocy amerykańskiej (po Izraelu, Pakistanie, Afganistanie, Iraku i Egipcie).
Jordania nadal angażowała się w izraelsko-palestyński proces pokojowy, co również było wynagradzane przez USA wsparciem finansowym. Nie odnosiła natomiast sukcesu, gdy próbowała wpłynąć na Stany Zjednoczone, by te silniej zaangażowały się w ten proces i wymusiły na Izraelu pewne ustępstwa względem Palestyńczyków. Gestami pod adresem społeczeństwa, nadal w większości antyizraelskiego i niechętnego USA, było potępienie działań militarnych Izraela w Libanie w 2006 i bombardowania Strefy Gazy w 2009, jak również nawiązanie dialogu z Hamasem, co jednak miało wymiar wyłącznie propagandowy.

#### Stosunki amerykańsko-jordańskie a arabska wiosna i jej konsekwencje

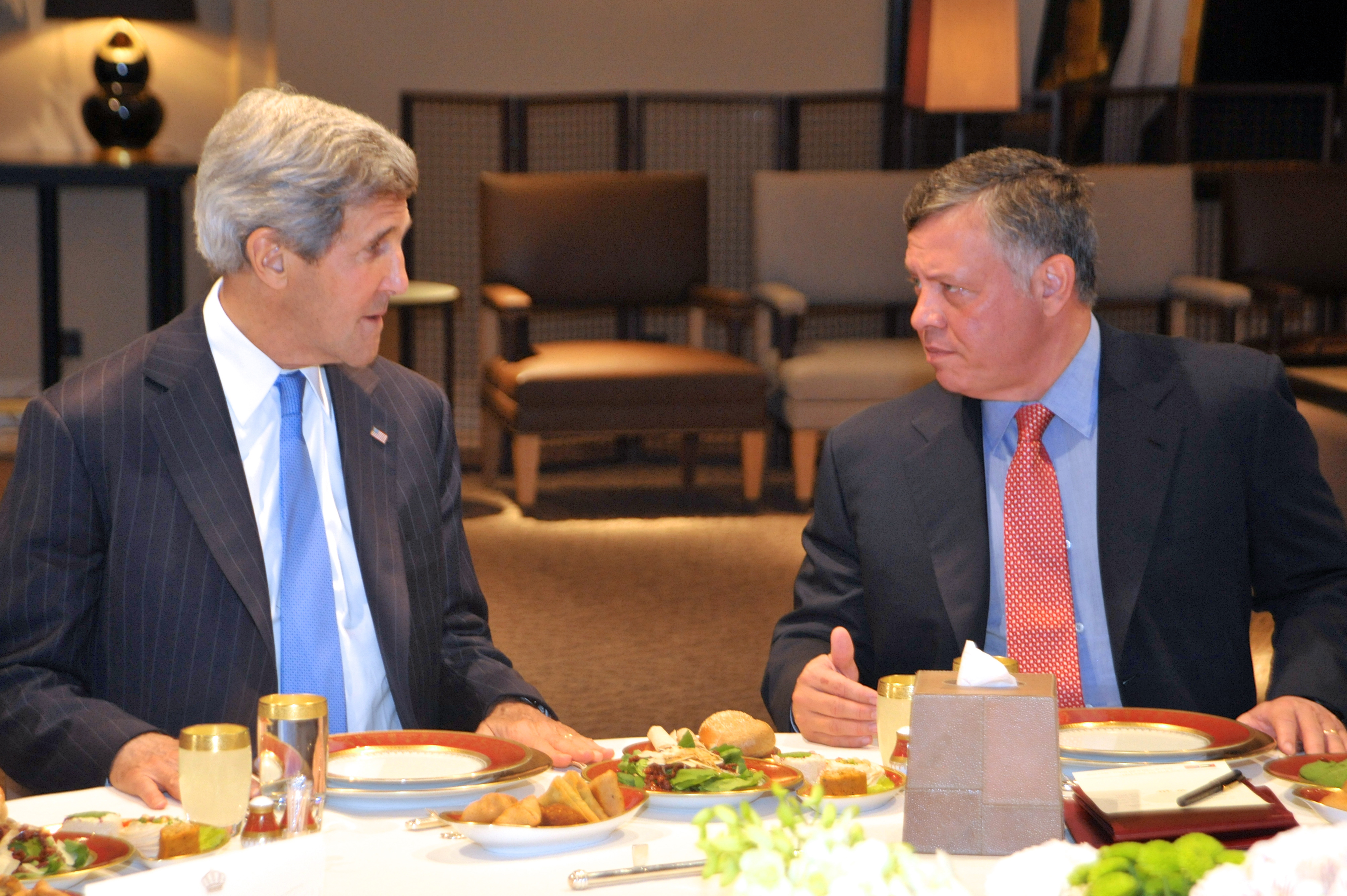
Król Abd Allah II (z prawej) i amerykański sekretarz stanu John Kerry

Podczas gdy protesty społeczne w Jordanii, które wybuchły na fali arabskiej wiosny, miały ograniczoną skalę, poważnym problemem dla bezpieczeństwa państwa stała się wojna domowa w Syrii, napływ uchodźców syryjskich i przyłączanie się części z nich do radykalnych zbrojnych formacji islamskich. Według niektórych doniesień Jordania brała nieoficjalnie udział w szkoleniu oddziałów, które walczyły następnie przeciwko rządom Baszszara al-Asada. Potwierdzeniem dużego znaczenia, jakie dla polityki USA na Bliskim Wschodzie ma Jordania, było uwzględnienie tego kraju na trasie podróży sekretarza stanu Johna Kerry’ego do krajów regionu w listopadzie 2013. Jordania bierze również udział w międzynarodowej interwencji przeciwko Państwu Islamskiemu.